# Estradas do Inferno
Jet Pilot (bra/prt: Estradas do Inferno)  é um filme norte-americano de 1957, do gênero ação, dirigido por Josef von Sternberg e estrelado por John Wayne e Janet Leigh.

## A produção
Último filme da RKO a ter o nome de Howard Hughes nos créditos, Jet Pilot percorreu um caminho acidentado até chegar às telas. A produção começou em dezembro de 1949 e terminou somente em maio de 1951. Até  chegar às telas em setembro de 1957, Hughes ordenou novas tomadas aéreas, reeditou o material, filmou novas cenas, substituiu a trilha sonora 
O objetivo de Hughes, sabidamente interessado em aviação, era atualizar seu Hell's Angels, agora no cenário da Guerra Fria. No entanto, o resultado final foi decepcionante e a crítica tem para o filme palavras nada elogiosas, como "horrendo resultado", "ridículo, para dizer o mínimo" e "definitivamente ultrapassado". Repleta de passagens vertiginosas, que vão do cômico ao melodramático, e de sequências francamente emboloradas, a película não tem nenhuma relação nem com a vida militar nem com a Guerra Fria reais.
Apesar dos muitos talentos empregados, como o diretor Steinberg, a dupla de astros, e o produtor e roteirista Jules Furthman, o filme amargou um prejuízo de quatro milhões de dólares, em valores da época. Ainda assim, Hughes o comprou de volta da Universal, encarregada da distribuição nos EUA, para guardá-lo em sua coleção particular.
Algumas cenas aéreas, que continuaram a fascinar o megalomaníaco produtor por anos a fio, foram encenadas por Chuck Yeager.
Tendo em vista que as filmagens aconteceram seis a sete anos antes, os atores pareceram bem mais jovens para as plateias de 1957. Outro efeito colateral é que, nesse meio tempo, alguns coadjuvantes faleceram, entre eles Jack Overman e Richard Rober.

## Sinopse
O Coronel Jim Shannon, baseado no Alasca, recebe a missão de escoltar a aviadora russa Anna Marladovna, que diz querer desertar. Eles se apaixonam, a despeito de Anna ser, na verdade, uma espiã e se casam. Daí, voam de volta para a União Soviética, desta vez com o Coronel incumbido de espionar para o Pentágono. Descoberto e à beira de ser transformado em morto-vivo, ele é resgatado pela esposa, que opta pela Democracia. O casal foge, com MiGs nos calcanhares.

## Elenco
| Ator/Atriz     | Personagem                  |
| -------------- | --------------------------- |
| John Wayne     | Coronel Jim Shannon         |
| Janet Leigh    | Tenente Anna Marladovna     |
| Jay C. Flippen | Major Black                 |
| Paul Fix       | Major Rexford               |
| Richard Rober  | Agente do FBI George Rivers |
| Roland Winters | Coronel Sokolov             |
| Hans Conried   | Coronel Matoff              |
| Ivan Triesault | General Langrad             |
| Jack Overman   | Sargento                    |